# Latonia Moore
Latonia Moore (* 1979 in Houston) ist eine US-amerikanische Opernsängerin (Sopran).

## Leben
Latonia Moore wuchs mit schwarzer Musik auf. Schon im Alter von acht Jahren sang sie nicht nur in der Familie Gospel, sondern auch im Kirchenchor der baptistischen New Sunrise Baptist Church, wo ihr Großvater Cranford Moore als Pastor arbeitete.
Sie studierte erst Gospel, dann Jazzgesang und schließlich Operngesang. Dieser Wechsel erforderte von ihr eine große technische Umstellung, da sowohl im Gospel als auch im Jazz die Bruststimme auch in höheren Tonlagen stärker eingesetzt wird, während die hohen, reinen Töne des Operngesangs vorwiegend Kopfstimme erfordern. Moore begann ihr Studium an der University of North Texas, und setzte es später bei Bill Schuman von der Academy of Vocal Arts aus Philadelphia fort.
Moore debütierte 1998 an der Palm Beach Opera in West Palm Beach und wurde noch als Studentin im selben Jahr an der Houston Ebony Opera engagiert. Zu ihrem Repertoire gehören die Donna Anna in Don Giovanni, die Lucrezia in Lucrezia Borgia, die Violetta in La traviata, die Marguerite in Faust und die Tatjana in Eugen Onegin. In der Rolle der Mimì in La Bohème war sie an der Dresdner Semperoper zu sehen, als Micaëla in Carmen an der Dallas Opera und an der New York City Opera. Als Liù in Turandot debütierte sie am Londoner Royal Opera House in Covent Garden. Die Titelrolle in Aida sang sie bisher an der Hamburgischen Staatsoper, in Covent Garden und an der Oper Zürich. Latonia Moore tritt auch konzertant auf, sie ist u. a. auf der Deutsche-Grammophon-Einspielung von Mahlers 2. Sinfonie zu hören, einer Aufnahme aus dem Wiener Musikverein von 2002, Dirigent war der amerikanische Multi-Millionär und Mahler-Enthusiast Gilbert Kaplan.

## Auszeichnungen und Preise (Auswahl)
- 1999: Palm Beach Opera Vocal Competition in West Palm Beach, 1. Platz Junior Division.[7]
- 2000: Metropolitan Opera National Council Auditions in der New Yorker Metropolitan Opera, 1. Platz.[8]
- 2002: Competizione dell’ Opera in Dresden, 1. Platz.[9]
- 2002: Gesangswettbewerb der Licia Albanese-Puccini Foundation in New York, 1. Platz.[10]
- 2003: L’Association du Concours International d’Opéra de Marseille, 1. Platz, Publikumspreis und Prix Gabriel Dussurget.[11]
- 2003: Internationaler Hans-Gabor-Belvedere-Gesangswettbewerb, 2. Preis.[12]
- 2004: Loren-Zachary-Gesangswettbewerb in Los Angeles, 1. Platz.[13]

## Diskografie
- Sinfonie Nr. 2 c-Moll von Gustav Mahler, unter Gilbert Kaplan, Wiener Musikvereins 2003, (Deutsche Grammophon)
- Macbeth (Lady Macbeth) von Giuseppe Verdi in englischer Sprache, 2014, Studio (Chandos)